# Окессон, Фредрик
Карл Фредрик Хенрик Окессон (швед. Karl Fredrik Henrik Åkesson; 18 июля 1972, Стокгольм, Швеция) — шведский гитарист, играющий в стиле хэви-метал. В настоящее время он является членом Opeth, а также активен в Krux, Monsters of Metal и Talisman.

## Биография
Окессон играет на гитаре с 12 лет. На его ранние музыкальные влияния повлияли Михаэль Шенкер, Ули Джон Рот, Ингви Мальмстин, Джон Норум и Джордж Линч. Марсель Джейкоб, основатель Talisman, провел прослушивание в 1992 году, чтобы найти нового гитариста после того, как Джейсон Билер покинул их, чтобы играть с Saigon Kick; на эту должность был выбран 19-летний Окессон. Он провел с Talisman почти четыре года и после пяти записей решил уйти от них в пользу более тяжелой экипировки. Окессон, Матс Левен, Джон Левен и Рикард Эвенсанд сформировали группу под названием Eyeball, которая позже сменила название на Southpaw. В 1998 году Окессон появился на двух альбомах: дебютном альбоме Southpaw и Naïve от Clockwise. Он также записал версию классической песни Journey "Send Her My Love" с Clockwise для трибьют-альбома, который так и не был выпущен.
Окессон вернулся к записи и турне с Talisman. Они работали над двумя новыми студийными работами: Cats and Dogs (2003) и 7 (2006), а также над концертным альбомом Five Men Live (2005), который был выпущен на DVD как World's Best Kept Secret. В 2004 году Окессон заменил гитариста Tiamat Томаса Петерссона в туре и был показан в выпуске DVD The Church of Tiamat в 2006 году. Он также появился на альбоме Sabbtail Night Church снова с Матсом Левеном.

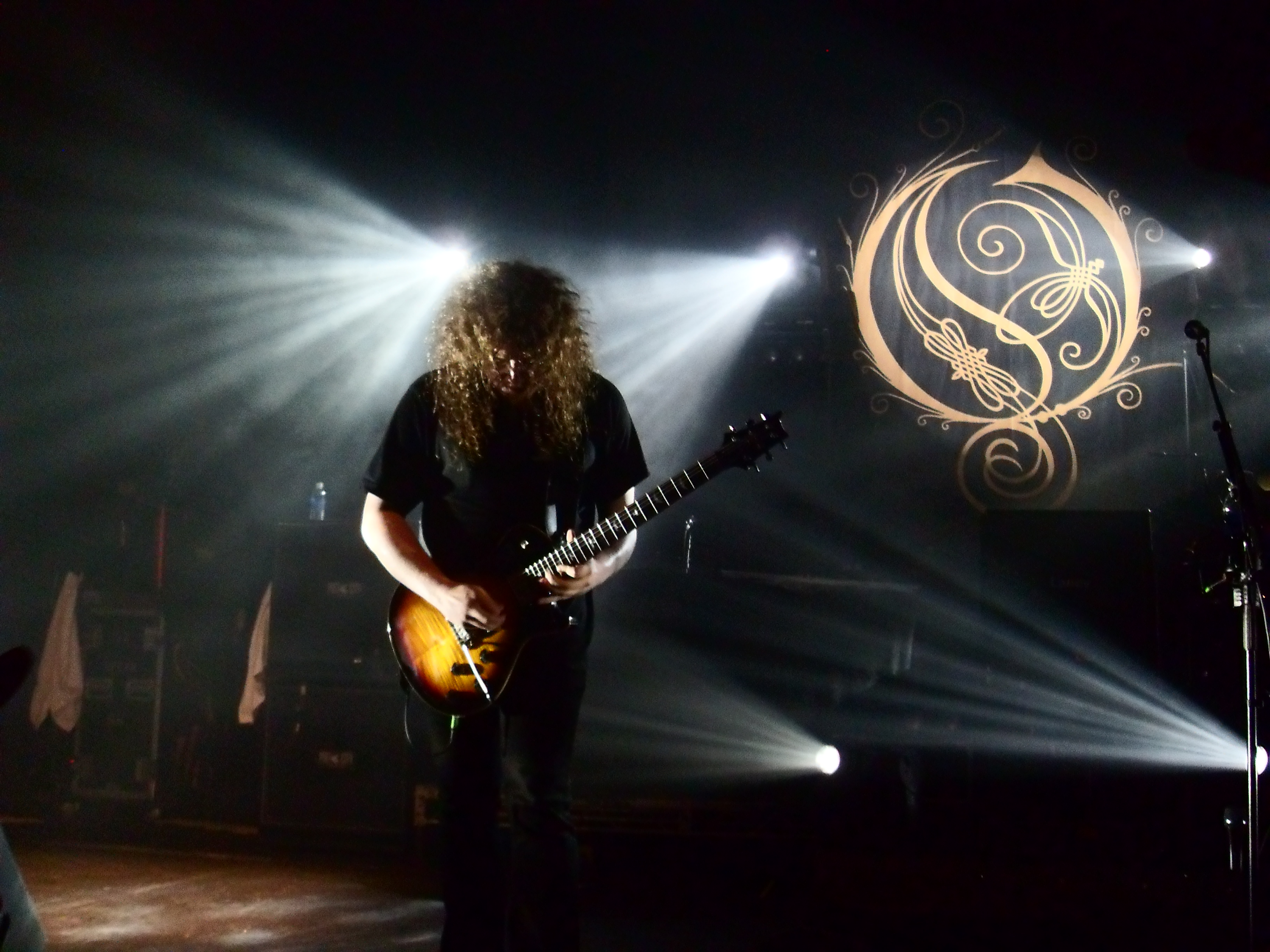
Окессон в 2009 году

Окессон стал соавтором двух треков для альбома Optimus Джона Норума и появился в записях. Он также играл с мелодичной дэт-метал-группой Arch Enemy с 2005 по 2007 год, когда его наняли, когда оригинальный гитарист Arch Enemy Кристофер Эмотт взял 18-месячный перерыв с сентября 2005 года до своего возвращения в марте 2007 года. Окессон также играл на альбоме Krux II, выпущен в 2006 году. В 2007 году он выступил с Krux на Шведском рок-фестивале.
17 мая 2007 года прогрессив-дэт-метал группа Opeth объявила, что Окессон заменит ушедшего гитариста Питера Линдгрена. Первым туром Окессона с группой был тур Progressive Nation Tour с Dream Theater и Between the Buried and Me. Первым альбомом Окессона с Opeth был Watershed (2008), в котором он написал песню «Porcelain Heart» в соавторстве с Микаэлем Окерфельдтом. Альбом Heritage был выпущен в сентябре 2011 года, также с одной песней (бонус-трек "Pyre"), написанной в соавторстве с Окессоном.
В 2018 году он написал гитарное соло для седьмого сольного студийного альбома блэк-металлиста Исана Ámr в треке "Arcana Imperii".

## Оборудование
У Окессона было соглашение об одобрении с ESP Guitars, которое продолжалось до 2007 года. У него также была собственная фирменная модель. После прихода в Opeth Окессон переключился на PRS Guitars с усилителями и кабинетами Marshall JVM 410. В видеоклипе "Porcelain Heart" он играет на гитаре PRS Mark Tremonti Signature. В 2009 году он перешел на Blackstar Amplification, используя Series One 200. В дополнение к своим усилителям Blackstar он использует процессор эффектов Axe FX от Fractal Audio. Окессон покинул Blackstar в 2012 году, переключившись на усилители Marshall. В 2011 году гитары PRS выпустили его фирменную модель PRS.

## Дискография

#### Ghost
- Impera (2022)

#### Opeth
- Watershed (2008)
- In Live Concert at the Royal Albert Hall (2010)
- Heritage (2011)
- Pale Communion (2014)
- Sorceress (2016)
- Garden of the Titans: Live at Red Rocks Amphitheater (2018)
- In Cauda Venenum (2019)

#### Krux
- Krux (2003)
- Live (DVD) (2003)
- II (2006)
- He Who Sleeps Amongst the Stars (2011)

#### Arch Enemy
- Live Apocalypse (DVD, 2006)

#### Tiamat
- Church of Tiamat (DVD, 2005)

#### Джон Норум
- Optimus (2005)

#### Sabbtail
- Night Church (2004)

#### Talisman
- Genesis (1993)
- Humanimal Part II (1994)
- Humanimal (1994)
- Five out of Five (Live in Japan) (1994)
- Life (1995)
- Best of... (Compilation, different from above) (1996)
- BESTerious (Compilation) (1996)
- Cats and Dogs (2003)
- Five Men Live (2005)
- 7 (2006)

#### CD-синглы и промо с Talisman
- "Mysterious (This Time Is Serious)" (CD single) (1993)
- "Time After Time" (CD single) (1993)
- "Doing Time with My Baby" (CD single) (1994)
- "Colour My XTC" (CD single) (1994)
- "Todo y Todo" (CD single) (All + All Latin American market release under nickname Genaro) (1994)
- "All + All" (CD single) (1994)
- "Frozen" (CD single) (1995)

#### Human Clay
- Human Clay (1996)
- Closing the Book on Human Clay (2003)

#### Southpaw
- SouthPaw (1998)

#### Clockwise
- Naïve (1998)